# I Said I Love You First
Albums de Selena Gomez
Revelación
(2021)
Albums de Benny Blanco
FRIENDS KEEP SECRETS 2
(2021)
Singles
1. Call Me When You Break Up
Sortie : 20 février 2025
2. Sunset Blvd
Sortie : 28 mars 2025

I Said I Love You First est un album studio collaboratif réalisé par la chanteuse américaine Selena Gomez et le producteur américain Benny Blanco. Il s'agit du quatrième album studio de Gomez et du deuxième de Blanco. Faisant suite à leurs albums respectifs — Rare (2020) pour Gomez et FRIENDS KEEP SECRETS 2 (2021) pour Blanco — il est sorti le 21 mars 2025 sous les labels SMG Music, Friends Keep Secrets et Interscope Records,.
L’album contient des collaborations avec Gracie Abrams, The Marías, Tainy et J Balvin, ainsi que des contributions supplémentaires de Charli XCX et Finneas. I Said I Love You First s’est classé dans le top 10 en Australie, Autriche, Belgique, Canada, Allemagne, Irlande, Nouvelle-Zélande, Pologne, Portugal, Écosse, Espagne, Suisse, Royaume-Uni et États-Unis. Il a reçu des critiques généralement favorables.

## Contexte et sortie
Le 11 décembre 2024, Selena Gomez annonce ses fiançailles avec Benny Blanco. Deux mois plus tard, elle révèle qu'ils travaillent sur un album studio collaboratif, annonçant sa sortie à venir le 21 mars 2025 par un post Instagram. Selon un communiqué de presse, l'album célèbre « l'histoire d'amour du couple » et « retracera toute leur histoire — avant leur rencontre, leur amour naissant et leurs perspectives d'avenir ».
Le 13 février 2025, Selena Gomez et Benny Blanco annoncent officiellement la sortie de l'album, avec un single promotionnel surprise "Scared of Loving You" pour la Saint-Valentin. Plusieurs versions du disque, y compris des éditions signées et des vinyles en CD, LP et 12 pouces, sont disponibles en précommande. Le 28 février 2025, Apple publie une vidéo promotionnelle pour l’iPhone 16e, mettant en scène un danseur-des-vents tenant un iPhone et dansant sur un extrait musical. Cet extrait, intitulé "Talk", est une chanson de Selena Gomez en collaboration avec Benny Blanco. Gomez a également partagé un court extrait de la chanson sur ses réseaux sociaux. Le 4 mars 2025, Selena Gomez annonce via un post Instagram la liste des pistes de l'album.
I Said I Love You First est un album de pop, qui explore également d'autres genres, dont la pop latine avec « I Can't Get Enough » et l'hyperpop avec « Bluest Flame ». L'album suit un fil narratif allant d'une rupture douloureuse à la rencontre entre Gomez et Blanco, jusqu’à leur bonheur actuel,. Le premier morceau est un enregistrement vocal d’un discours prononcé par Gomez à l'équipe de la série Les Sorciers de Waverly Place.

## Promotion
Gomez et Blanco ont révélé la liste des titres de leur album I Said I Love You First le 4 mars 2025. Le 19 mars, Gomez et Blanco sont apparus dans la série Spotify's Countdown To pour parler de la création de l’album. Le 20 mars, l’émission Hot Ones, diffusée sur YouTube, a publié un épisode comprenant une interview de Blanco et Gomez. Une interview dans The Tonight Show Starring Jimmy Fallon a été diffusée le 21 mars afin de promouvoir l'album.

### Singles
Le 14 février 2025, Scared of Loving You est publié par surprise pour la Saint-Valentin en tant que premier single promotionnel de l'album, accompagné d'une vidéo lyrique officielle. Il s'agit d'une ballade écrite avec Finneas O'Connell.
Le premier single, Call Me When You Break Up, sort le 21 février 2025. La chanson est une collaboration avec la chanteuse et auteure-compositrice américaine Gracie Abrams.
Sunset Blvd est sorti en tant que deuxième single promotionnel le 14 mars 2025. Une chanson intitulée Younger and Hotter Than Me est également mentionnée comme futur single dans le magazine Interview.

## Critiques
L'album a reçu un accueil globalement positif, avec une note moyenne de 68/100 sur le site Metacritic, basée sur huit critiques professionnelles.
Martina Rebecca Inchingolo de l'Associated Press a salué I Said I Love You First pour la diversité de ses collaborations et son expérimentation de différents genres musicaux. Jason Lipshutz de Billboard estime que Gomez « ajoute enfin une nouvelle entrée captivante à sa discographie ». Pour Dakota West Foss de Sputnikmusic, il s'agit de « sa meilleure collection de chansons à ce jour ». Robin Murray de Clash a également salué l'album, affirmant qu’il dépasse les attentes, le qualifiant de « véritable sensation », tout en louant les capacités d'immersion et de construction narrative de Benny Blanco.
En revanche, Alexis Petridis de The Guardian et Georgia Evans de NME ont tous deux critiqué le manque d'identité claire de l’album. Petridis a jugé les morceaux « peu mémorables », tandis qu’Evans a estimé que l’ensemble manquait de conviction,.
Rob Sheffield de Rolling Stone a félicité la diversité et la polyvalence de l’album dans ses styles et genres, le décrivant comme « une lettre d’amour pop qui tient ses promesses – une icône de la pop et un producteur superstar célébrant une romance bien réelle à laquelle on a envie de croire ».

## Performance commerciale

### En France
En France, l'album a débuté à la 12e place du classement Top Albums du SNEP lors de sa première semaine.

### Aux États-Unis
Aux États-Unis, l’album a débuté à la deuxième place du classement Billboard 200, avec 120 000 unités équivalentes à un album lors de sa première semaine, comprenant 71 000 ventes pures et 64,04 millions d’écoutes en streaming à la demande. Il s’agit de la meilleure première semaine en unités pour Gomez et Blanco, représentant également le septième album de Gomez classé dans le top 10 et le tout premier pour Blanco.
L’album est également devenu le plus vendu de la semaine en ventes pures, atteignant la première place du classement Top Album Sales, marquant ainsi le quatrième album consécutif de Gomez à atteindre cette position, et le tout premier pour Blanco.
La même semaine, quatre chansons extraites de l’album sont entrées dans le classement Billboard Hot 100 : « Call Me When You Break Up » (46), « Ojos Tristes » (59), « How Does It Feel to Be Forgotten » (71) et « Sunset Blvd » (97).

### Ailleurs dans le monde
I Said I Love You First s’est classé dans le top 10 des classements d'écoutes en Australie, en Autriche, en Belgique (Flandre et Wallonie), au Canada, en Allemagne, en Irlande, en Nouvelle-Zélande, en Pologne, au Portugal, en Écosse, en Espagne, en Suisse et au Royaume-Uni.

### Classements hebdomadaires
| Classement (2025)                   | Meilleure position |
| ----------------------------------- | ------------------ |
| Allemagne (Media Control AG)        | 2                  |
| Australie (ARIA)                    | 5                  |
| Autriche (Ö3 Austria Top 40)        | 5                  |
| Belgique (Flandre Ultratop)         | 6                  |
| Belgique (Wallonie Ultratop)        | 5                  |
| Canada (Canadian Albums Chart)      | 6                  |
| Danemark (Tracklisten)              | 15                 |
| Écosse (OCC)                        | 3                  |
| Espagne (Promusicae)                | 5                  |
| États-Unis (Billboard 200)          | 2                  |
| États-Unis (Top R&B/Hip-Hop Albums) | 1                  |
| Finlande (Suomen virallinen lista)  | 40                 |
| France (SNEP)                       | 12                 |
| Irlande (Irish Albums Chart)        | 4                  |
| Italie (FIMI)                       | 48                 |
| Norvège (VG-lista)                  | 10                 |
| Nouvelle-Zélande (RIANZ)            | 6                  |
| Pays-Bas (Mega Album Top 100)       | 12                 |
| Portugal (AFP)                      | 3                  |
| Tchéquie (IFPI)                     | 30                 |
| Royaume-Uni (UK Albums Chart)       | 4                  |
| Suède (Sverigetopplistan)           | 45                 |
| Suisse (Schweizer Hitparade)        | 6                  |
| Suisse (Romandie)                   | 2                  |

## Liste des titres
| Liste des musiques de I Said I Love You First | Liste des musiques de I Said I Love You First  | Liste des musiques de I Said I Love You First                                                                                          | Liste des musiques de I Said I Love You First      | Liste des musiques de I Said I Love You First | Liste des musiques de I Said I Love You First | Liste des musiques de I Said I Love You First | Liste des musiques de I Said I Love You First | Liste des musiques de I Said I Love You First | Liste des musiques de I Said I Love You First |
| No                                            | Titre                                          | Auteur | Producteur(s)                                      | Durée                                         |                                               |                                               |                                               |                                               |                                               |
| --------------------------------------------- | ---------------------------------------------- | --- | -------------------------------------------------- | --------------------------------------------- | --------------------------------------------- | --------------------------------------------- | --------------------------------------------- | --------------------------------------------- | --------------------------------------------- |
| 1.                                            | I Said I Love You First                        | - Selena Gomez - Benjamin Levin - Finneas O'Connell                                                                                    | - Benny Blanco - Finneas - Bart Schoudel           | 0:44                                          |                                               |                                               |                                               |                                               |                                               |
| 2.                                            | Younger And Hotter Than Me                     | - Gomez - Levin - O'Connell | - Blanco - Finneas - Schoudel                      | 3:09                                          |                                               |                                               |                                               |                                               |                                               |
| 3.                                            | Call Me When You Break Up (avec Gracie Abrams) | - Gomez - Levin - Gracie Abrams - Justin Tranter - Julia Michaels - Magnus Høiberg - Dylan Brady - Mattias Larsson - Robin Fredriksson | - Benny Blanco - Cashmere Cat - Brady              | 2:03                                          |                                               |                                               |                                               |                                               |                                               |
| 4.                                            | Ojos Tristes                                   | - Gomez - Levin - Amanda Ibanez - María Zardoya - Ana Magdalena - Manuel Álvarez-Beigbeder Pérez - Josh Conway                         | - Blanco - Conway - Zardoya - Schoudel             | 3:21                                          |                                               |                                               |                                               |                                               |                                               |
| 5.                                            | Don't Wanna Cry                                | - Gomez - Levin - Blake Slatkin - Sébastien Akchoté-Bozović - Tranter - Jackson Shanks - Mikky Ekko - Høiberg                          | - Blanco - Slatkin - Sebastian - Shanks - Schoudel | 3:27                                          |                                               |                                               |                                               |                                               |                                               |
| 6.                                            | Sunset Blvd                                    | - Gomez - Levin - Tranter - Høiberg - Michael Pollack - Amanda Ibanez - Jeremy Malvin                                                  | - Blanco - Chrome Sparks - Bart Schoudel           | 2:47                                          |                                               |                                               |                                               |                                               |                                               |
| 7.                                            | Cowboy                                         | - Gomez - Levin - Høiberg - Ibanez - Jake Torrey                                                                                       | - Blanco - Cashmere Cat - Schoudel                 | 3:04                                          |                                               |                                               |                                               |                                               |                                               |
| 8.                                            | Bluest Flame                                   | - Gomez - Levin - Charlotte Aitchison - Høiberg - Brady                                                                                | - Blanco - Cashmere Cat - Brady - Schoudel         | 2:42                                          |                                               |                                               |                                               |                                               |                                               |
| 9.                                            | How Does It Feel to Be Forgotten?              | - Gomez - Levin - Ekko - Tranter - William Fly                                                                                         | - Blanco - Schoudel                                | 2:41                                          |                                               |                                               |                                               |                                               |                                               |
| 10.                                           | Do You Wanna Be Perfect?                       | - Gomez - Levin - Høiberg - Malvin | - Blanco - Cashmere Cat - Chrome Sparks - Schoudel | 0:37                                          |                                               |                                               |                                               |                                               |                                               |
| 11.                                           | You Said You Were Sorry                        | - Gomez - Levin - Høiberg - Ibanez - Tranter - John Byron                                                                              | - Blanco - Cashmere Cat - Schoudel                 | 2:59                                          |                                               |                                               |                                               |                                               |                                               |
| 12.                                           | I Can't Get Enough (avec Tainy et J Balvin)    | - Blanco - Marco Masis - Gomez - J Balvin - Mike Sabath - Cris Chiluiza - Jhay Cortez                                                  | - Blanco - Marco Masis                             | 2:38                                          |                                               |                                               |                                               |                                               |                                               |
| 13.                                           | Don't Take It Personally                       | - Gomez - Levin - Slatkin - Ekko - Tranter                                                                                             | - Blanco - Slatkin - Cashmere Cat - Schoudel       | 2:34                                          |                                               |                                               |                                               |                                               |                                               |
| 14.                                           | Scared of Loving You                           | - Benjamin Levin - Finneas O'Connell - Gomez                                                                                           | - Blanco - Finneas - Schoudel                      | 1:50                                          |                                               |                                               |                                               |                                               |                                               |
| 34:38                                         |                                                | |                                                    |                                               |                                               |                                               |                                               |                                               |                                               |

| Liste des musiques de I Said I Love You First... | Liste des musiques de I Said I Love You First...                   | Liste des musiques de I Said I Love You First...                                        | Liste des musiques de I Said I Love You First... | Liste des musiques de I Said I Love You First... | Liste des musiques de I Said I Love You First... | Liste des musiques de I Said I Love You First... | Liste des musiques de I Said I Love You First... | Liste des musiques de I Said I Love You First... | Liste des musiques de I Said I Love You First... |
| No                                               | Titre                                                              | Auteur                                                                                  | Producteur(s)                                    | Durée                                            |                                                  |                                                  |                                                  |                                                  |                                                  |
| ------------------------------------------------ | ------------------------------------------------------------------ | --------------------------------------------------------------------------------------- | ------------------------------------------------ | ------------------------------------------------ | ------------------------------------------------ | ------------------------------------------------ | ------------------------------------------------ | ------------------------------------------------ | ------------------------------------------------ |
| 15.                                              | Call Me When You Break Up (version acoustique, avec Gracie Abrams) | - Gomez - Levin - Abrams - Tranter - Michaels - Høiberg - Brady - Larsson - Fredriksson | - Blanco - Casey Kalmenson                       |                                                  |                                                  |                                                  |                                                  |                                                  |                                                  |
| 16.                                              | Stained (interprété par Selena Gomez)                              | - Gomez - Michaels - Høiberg - Daniel Omelio                                            | - Cashmere Cat - Robopop                         |                                                  |                                                  |                                                  |                                                  |                                                  |                                                  |
| 41:07                                            |                                                                    |                                                                                         |                                                  |                                                  |                                                  |                                                  |                                                  |                                                  |                                                  |